# 布萊克 (密蘇里州)
布萊克（英語：Black）是位於美國密蘇里州雷諾茲縣的非建制地區。

## 歷史
布萊克的郵局自1883年營運至今。

## 地理
布萊克所處的海拔為高於海平面244米（即801英呎），而該地所採用的時區為UTC-6，即北美中部時區（CST）。同時該地設有夏令時間，為UTC-6調快一小時，即UTC-5（CDT）。